# Евфросинија Кољупановска
Ефросинија Кољупановска (рођ. Евдокија Григоријевна Вјаземска; око 1758 - 3. јул 1855, село Кољупаново, Алексински округ, Тулска губернија) - православна монахиња и подвижница. Принцеза из породице Вјаземски, деверуша царице Катарине II. Желећи да се посвети Богу, она је тајно напустила двор, лажирала своју смрт и постала јуродива.
Канонизована је 1988. године као локално поштовани светитељ Тулске епархије у чину блажене, празнује се 3. јула и 22. септембра (по јулијанском календару): (Сабор тулских светих).

## Биографија

### Световни живот
Подаци о Еуфросинијином животу у свету су изузетно оскудни. Рођена је око 1758. године у породици кнеза Григорија Ивановича Вјаземског. Принцеза Евдокија је 1776. године постала матурант прве класе ђака Просветног друштва за племените девојке у манастиру Смолни (касније Институт Смолни) и добила место на двору царице Катарине..
Захваљујући свом пореклу, Евдокија Вјаземска је била упозната са многим представницима високог друштва свог времена, укључујући команданта Александра Суворова и принца Јурија Долгорукова. Према њеним причама, она је заједно са коморником Александром Наришкином забављала царичину досаду.
Колико је Евдокија живела на двору, није познато. Једном, за време боравка царског двора у Царском Селу, она је, заједно са још две даме, лажирала своју смрт. Девојке су оставиле хаљине на обали језера, и, обучене као сељанке, побегле, почевши да лутају. Разлози и околности овог чина остају непознати. Према речима исповедника старца Ефросиније, разлог њеног бекства била је жеља да се посвети Богу. Он преноси следећу легенду повезану са њеним бекством, у којој нема драматизације утапања:
"... једноставно је нестала из Двора, због чега су разним путевима даване наредбе да је приведу, а када је, обучена у сељачку хаљину, кренула ка Москви, док је била превожена преко једне реке, препознала ју је полицајца, и по налогу је враћена у главни град. Царица ју је љубазно примила, и испитавши разлог њеног бекства код других дворјана, штавише, уверивши се у своју чврсту решеност да се посвети служењу Богу, дозволила јој је да по вољи уђе у манастир, и ослободивши је од себе..."

### Монахиња Ефросинија
По одласку из света, Евдокија је започела своја лутања по разним манастирима и храмовима, која су трајала више од десет година. Према њеним причама, неко време је радила у окућници Спасо-Суморинског манастира, где су се налазиле мошти Теодосија Тотемског. Када ју је физичка снага напустила, упутила се у Москву, где се 1806. године састала са митрополитом Платоном, који јој је, саслушавши њену причу, дао благослов за подвиг јуродства. Митрополит је својим писмом послао принцезу у Серпухов Владично-Введенски манастир под измишљеним именом „будаласта Ефросинија“.
Игуманија Дионисија је милостиво примила нову монахињу. У почетку је живела у сестарском корпусу, а потом се настанила у малој колиби у близини манастира. По сведочењу Виталије, митрополит Платон је у свом писму обавестио игумању о пореклу Ефросиније, а за то су знале и неке друге монахиње.
Еуфросинија је у својој колиби држала две мачке, три пса, кокошке и ћурке. Истовремено је спавала на поду са својим псима. На питање зашто то ради, старица је одговорила: „Ја сам гора од паса“. Никада није чистила кућу, под је био затрпан остацима хране од њених животиња, због чега је у просторији био смрад:
Једног дана игумана Евгенија Озерова је рекла: „Мајко, зашто држиш животиње? Тако ужасан ваздух! Она се насмејала и одговорила: „Ово замењује парфем који сам толико користила на двору“.
У исто време, лети, када је било вруће, палила је пећ у својој колиби, а зими је, напротив, у њеној кући било хладно.
Старица је ноћу ходала по манастиру певајући псалме, а дању је сакупљала печурке, биље и цвеће у манастирској шуми. Ефросинија је давала биље болесницима који су јој долазили. За молитве у Ефросинији је посетила капелу која се налази поред манастира, и дошла у манастирски саборни храм на литургију. Ефросинија је одлазила код манастирског исповедника на исповест и причешћивала се само једном годишње на Велики четвртак. На дан прославе Крштења Господњег, уз крсни ход, отишла је до Јордана на реци Нари и, у косури, уронила у воду, позивајући друге: „Идите момци. , топла купка, иди, умиј се!“.
Током свог живота у Владичном манастиру, Ефросинија се више пута састајала са митрополитом московским и коломнским Филаретом (Дроздовом), који ју је поштовао као подвижницу:
Када је митрополит стигао у манастир, старица је изашла ван манастирске ограде и срела га, пришла му на благослов, целивала му руку, а и он је пољубио у руку, а када је изашао из манастира, старица га је провела кроз манастирску порту.
Након доласка нове игуманије Иларије у Введенски манастир, почело је угњетавање Ефросиније. Житије не указују на природу овог зулума и само говоре да је то била завист и злоба. У другима, разлог за одлазак Ефросиније из Владичног манастира је убиство њена три пса, извршено по налогу нове игуманије у присуству старице. Године 1845. Еуфросинија је напустила манастир и преселила се у село Кољупаново, Тулска губернија, које се налази на десној обали Оке.

### Живот у селу Кољупанову
Еуфросинија се преселила у село Кољупаново на позив једне од својих обожаватељица, земљопоседнице Наталије Алексејевне Протопопове, и тамо је живела последњих 10 година свог живота. Из Владичног манастира, Ефросинија је са собом понела само икону Исуса Христа са стајаћом Богородицом и светим Николајем Чудотворцем. За старицу је Наталија Алексејевна саградила засебну кућу поред имања свог земљопоседника, али је света јуродива Ефросинија у њу утерала краву, а она се сама настанила у собици у одају за слуге. Као и у манастиру, са собом је донела животиње које је избацила из собе тек на дан када се причестила.
Свештеник Кољупановске Казанске цркве Павел Просперов постао је исповедник Ефросиније. Старица је отишла из села да посети своје обожаваоце, код којих је понекад дуго боравила. Путовала је најчешће пешке, ређе у вагону, у коме је са собом водила мачку и пса. Ефросинија је осећала највећу наклоност према управнику ливнице гвожђа Мишега, Алексеју Цемшу, кога је назвала „сином“. Саградио је келију за старицу у својој башти, у којој је понекад живела и по неколико месеци. У овој келији био је ковчег у који је Еуфросинија легла да се одмори у њему није било другог намештаја.
За усамљене молитве Ефросинија је изабрала јаругу на обали реке Оке у близини села. Ископала је бунар поред реке која тече по дну јаруге и рекла болеснима који су јој долазили: „Узмите воду из мог бунара и бићете здрави.“
Блажена Ефросинија на самрти
Три недеље пре своје смрти, Ефросинија је рекла дадиљи коју јој је доделила Наталија Протопопова да су „два анђела у белим хаљинама изашла из цркве и позвала ме к себи: „Еуфросиније, време је да дођеш код нас“. :32. Вест да јој је старица предвидела смрт брзо се проширила по целом крају, а становници су почели да јој прилазе да се поздраве и узму њен благослов. За успомену на себе поклонила је много предмета – од крстова и икона до траве и одеће. Власник земље Протопопова обратио се писмом епископу тулском и белевском Димитрију са молбом за дозволу да сахрани Ефросинију у Казанској цркви у селу Кољупанову. Дозвола епископа стигла је дан после Еуфросинијеве смрти.
Ефросинија је умрла 3 (16) јула 1855. године. Њена смрт је била мирна. На њену сахрану окупило се много људи из суседних села. По последњој вољи сахрањена је у пуној монашкој одежди. Код ковчега, чије су ивице биле опасане мноштвом свећа, служили су се парастоси читавих дана. Тројица свештеника су 7. јула служила заупокојену литургију, а потом је шест свештеника обавило парастос Ефросинији. Све погребне службе предводио је Еуфросинин исповедник Павел Просперов. Њено тело је сахрањено под подом трпезарије дрвене казанске цркве.